# Astrogorgia fruticosa
Astrogorgia fruticosa is een zachte koraalsoort uit de familie Plexauridae. De koraalsoort komt uit het geslacht Astrogorgia. Astrogorgia fruticosa werd in 2009 voor het eerst wetenschappelijk beschreven door Samimi Namin & van Ofwegen. 